# Museu das Muralhas

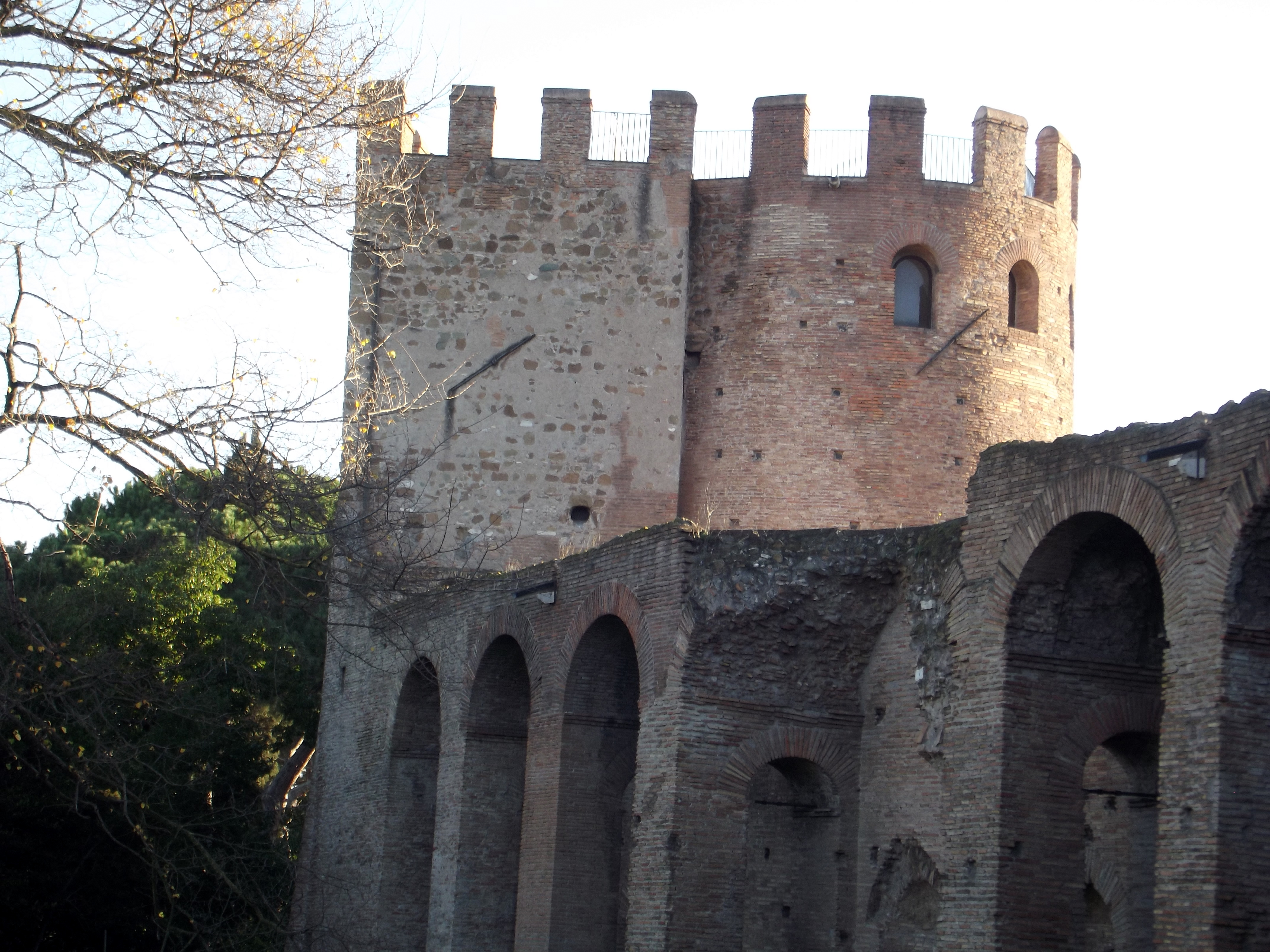
Vista a partir de uma passagem acessada pelo museu

O Museo delle Mura ("Museu das Muralhas") é um museu arqueológico em Roma, Itália. Está instalado no primeiro e segundo andares da Porta San Sebastiano, no início da Via Ápia. Oferece uma exposição sobre as muralhas de Roma e as suas técnicas de construção, bem como a oportunidade de caminhar por dentro de um dos trechos mais bem preservados da Muralha Aureliana. A entrada no museu é gratuita.